# Leipoldtia frutescens
Leipoldtia frutescens là một loài thực vật có hoa trong họ Phiên hạnh. Loài này được H.E.K. Hartmann mô tả khoa học đầu tiên.